# Rafael Núñez
Rafael Wenceslao Núñez Moledo, född 28 september 1825 i Cartagena, Bolívar, dödd 18 augusti 1894 i Cartagena, Bolívar var en colombiansk författare, advokat, journalist och politiker, som valdes till Colombias president 1880 och 1884. Núñez var ledare för den så kallade "Regeneration"-processen som producerade den colombianska konstitutionen från 1886 som skulle finnas kvar till 1991.